# るりあ046
るりあ046（るりあぜろよんろく）は、日本の漫画家、イラストレーター。
「るりあΦ46」と書かれる事もある。これは作者が「0（ゼロ）」に「/（スラッシュ）」を書いたところ、編集者が「Φ（ファイ）」と間違えたというエピソードに由来する。ローマ字表記は「Rulia046」や「Lulia046」など一定しないが、自身の個人誌の巻末コメントで「Rulia046」と記名している。
一般誌向けに一時、五道累（ごどうるい）という別ペンネームを使用していた。
「CODE」のサークル名で同人活動も行っている。

## 来歴
1980年代半ば頃から『レモンピープル』『漫画ホットミルク』など成年誌を中心に漫画家として活動。デビュー当初は日常コメディを中心に描いていたが、SFやオカルトに造詣が深く、後に積極的に作品へ組み入れるようになった。
1987年、五道累（ごどうるい）のペンネームで執筆した『いつきスクランブル』が『週刊少年サンデー』第19回新人コミック大賞に入賞（『週刊少年サンデー増刊』に掲載）。
『結合装甲カローン』『ファントムシューターイオ』『装神機ゴルバー』などの連載を経て、1990年代からはイラストレーター、デザイナーとしても活動を始める。
2009年放映のアニメ『真マジンガー 衝撃! Z編』には原画・小物デザインで参加している。

## 作風
いくつかの作品間でシェアード・ワールドを採用しており、『結合装甲カローン』の世界観が基礎になっている。『ファントムシューターイオ』は『結合装甲カローン』の後日譚であることを示唆する描写がみられ、物語には直接関与しない形でカローンが登場する。読み切り作品にも同一の世界観で描かれているものがある。
作画にサインペンやマジックペンを好んで使用する。単行本内のコメントで「全てのページをサインペンで描いたら編集部からひどく叱られたことがある」と述べている。
癖が強い独特の字を書く。

## 作品リスト

### 単行本
- 結合装甲カローン（1988年、大陸書房）
- 祭典領域（1989年、久保書店）
- ネガティブ・オプション（1991年、久保書店）
- ファントムシューターイオ（1991年、白夜書房） - 『漫画ホットミルク』連載。
- 装神機ゴルバー（1992年、久保書店） - 巻末に2巻の刊行告知が掲載されたが未発売。
- BATTLE BINDER PLUS 結合装甲カローン＜新装版＞（1993年、ヒット出版社）

### 未収録連載
- BLOOD LINER（ブラッド ライナー）
- 1997 AMAZING MARS! - 『アリスの城』（コアマガジン）連載。
- どきどきTri☆パニック!

### 同人誌
- SNOBISM
- 人生は悪趣味なぐらいが丁度いい。
- SNOBISM Vol.3
- SNOBISM Vol.4
- value
- 闘&姫
- foul

### イラスト
- 虹色ドッジボール（PSソフト）
- モンスターコレクション（トレーディングカードゲーム）
- 妖精伝承（トレーディングカードゲーム）
- Legend of Vandia（ブラウザゲーム）
- ギャルズアイランド（トレーディングカード）
- ディーヴァ・クロニクル（ゲームパッケージ）
- メイジナイト（日本語版パッケージ）
- ルミナスアーク（特典イラスト）
- ワールドヒーローズ2JET（アーケード）
- ワールドヒーローズパーフェクト（アーケード）

### 挿絵
- ダンジョン・ワールド（P・J・ファーマー著）
- 天界戦士レオンシリーズ（滝原満著）※ルリア046名義
- ダーティペア FLASH シリーズ （高千穂遙著）
- じぱんぐ！シリーズ（加門七海著）
- バトルテック・ノベル 独立愚連隊シリーズ（黒田和人著）
- 呪法宇宙 カルシバの煉獄（日下部匡俊著）
- 呪法航星紀 星船たちの歌（日下部匡俊著）
- 二等陸士物語シリーズ（吉岡平著）
- メックウォリアーRPGリプレイ集シリーズ（黒田和人/グループSNE著）
- 進め！双角小隊シリーズ（川崎康宏著）
- ホーンテッド・ファミリー（草上仁著）